# Малата (стадіон)
«Малата» (ісп. Estadio Municipal da Malata) — футбольний стадіон, розташований в галісійському місті Ферроль, Іспанія.. Відкритий 1993 року і з того часу є домашньою ареною місцевого клубу «Расінг». Вміщує 12043 глядача. Поточний власник арени — міська рада Ферроля.

## Історія
До зведення «Малати» «Расінг» змінив три домашні арени, першу з яких реконструювали в 1970-х роках. «Малата» була побудована в 1993 році, загальна вартість робіт склала 1,7 мільярда песет.
Розробку плану арени доручили представникам корпорації Ferrovial Group, головним архітектором було призначено Альфредо Алкала, якому допомагали ще п'ять фахівців.
Урочиста церемонія відкриття стадіону відбулася 29 серпня 1993 року товариською грою між «Сельтою» з Віго та «Депортіво» з Ла-Коруньї.
Першим офіційним матчем на новому полі стала зустріч між «Расінгом» та резервною командою мадридського «Атлетико», що пройшла 18 квітня того ж року і закінчилася перемогою господарів з рахунком 3:2.
12 листопада 2014 року на «Малаті» свою зустріч провела молодіжна збірна Іспанії з футболу: матч проти бельгійців завершився поразкою господарів з рахунком 1:4. Єдиний м'яч іспанців на 46-й хвилині забив Мунір Ель-Хаддаді.